# 伶桜子
伶桜子（れおこ、別名：門岡美穂、1967年 - ）は、大分県出身のエキストラ、インスタグラマー。AIMS production所属。公称身長155cm。

## 人物
元臨床検査技師。45歳～52歳の乳がん闘病生活を経て、BLANCAコラム執筆。SHOWROOMライバー。美容系広告「愛用者」モデル。
美容家と名乗っているが、美容師免許は取得していない。

## 出演[要出典]
- 東京MX連続ドラマ「桜井真3つの遺産」野々村順子役[要出典]